# Flapjack (postre)

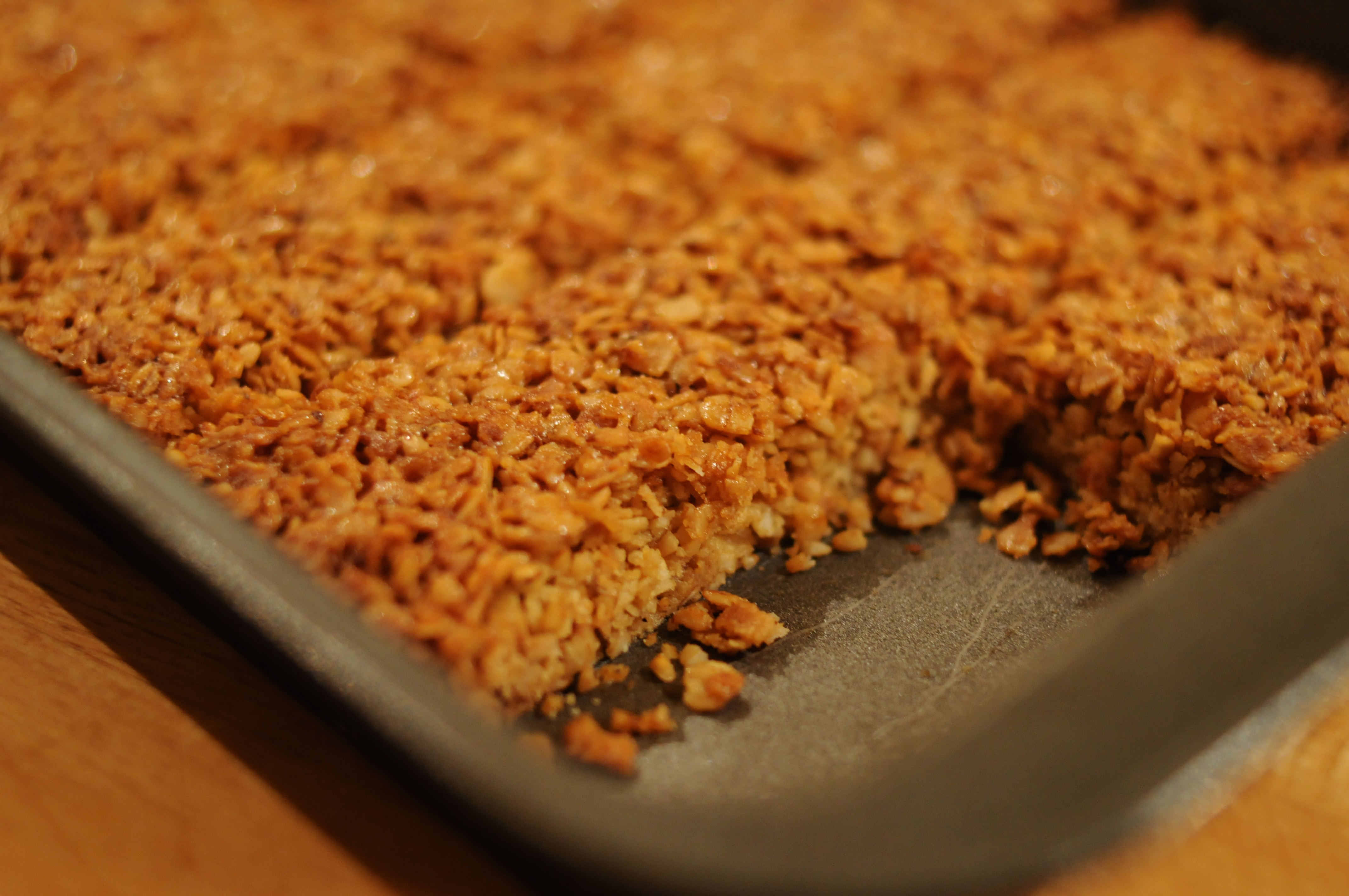
Un flapjack ya cortado.

Un flapjack es un dulce de origen inglés, parecido a una barrita energética. Se hace con copos de avena, mantequilla, azúcar de caña y de un tipo de melaza llamado sirope dorado, un ingrediente de la cocina británica.

## Historia y etimología
Tiene su origen en las barritas de cereales que los ingleses e irlandeses fabricaban a base de avena. El término Flapjack apareció en el siglo XVI, aunque en ese entonces designaba más bien a un tipo de pastel de avena con mantequilla y miel.
El flapjack se menciona en una de las obras de William Shakespeare, "Pericles, príncipe de Tiro".
- Datos: Q1810638
- Multimedia: Flapjacks / Q1810638